# Operace Chiram
Operace Chiram (hebrejsky: מבצע חירם‎, mivca Chiram) byla vojenská akce izraelské armády provedená v říjnu 1948 během první arabsko-izraelské války, po vzniku státu Izrael. Byla vedená v horách Horní Galileje a skončila izraelským vítězstvím včetně dobytí části území sousedního Libanonu. Během 60 hodin tehdy zabral Izrael veškeré území Galileje a 14 libanonských vesnic.

## Dobové souvislosti
V listopadu 1947 přijala OSN plán na rozdělení Palestiny. Podle tohoto plánu měl být britský mandát nad Palestinou nahrazen dvěma samostatnými státy: židovským a arabským. V květnu 1948 pak skutečně vznikl nezávislý stát Izrael, ale okamžitě došlo k invazi jeho území několika armádami okolních arabských států. Hornaté oblasti Galileje byly podle plánu OSN vymezeny pro arabský stát. V Galileji operovala dobrovolnická Arabská osvobozenecká armáda Fauzí al-Kaukdžího, která navíc měla podporu invazních arabských armád při společném postupu proti Izraelcům. Území pod izraelskou kontrolou podle plánu OSN sestávalo v Galileji z úzkých údolních pásů v západovýchodním směru mezi Haifou a Afulou a v severojižním mezi Metulou a Tiberiasem. Už během operace Dekel v červenci 1948 ale Izrael obsadil Dolní Galileu s městem Nazaret. Arabské pozice sil Fauzí al-Kaukdžího zůstávaly jen v zcela hornatých regionech Horní Galileje, severně od údolí Bejt Netofa. Izraelci se v říjnu 1948 rozhodli pro koordinovanou akci, která měla odstranit i tuto poslední arabskou oblast na severu země.

## Průběh operace

Izraelské síly v arabské vesnici Sa'sa'

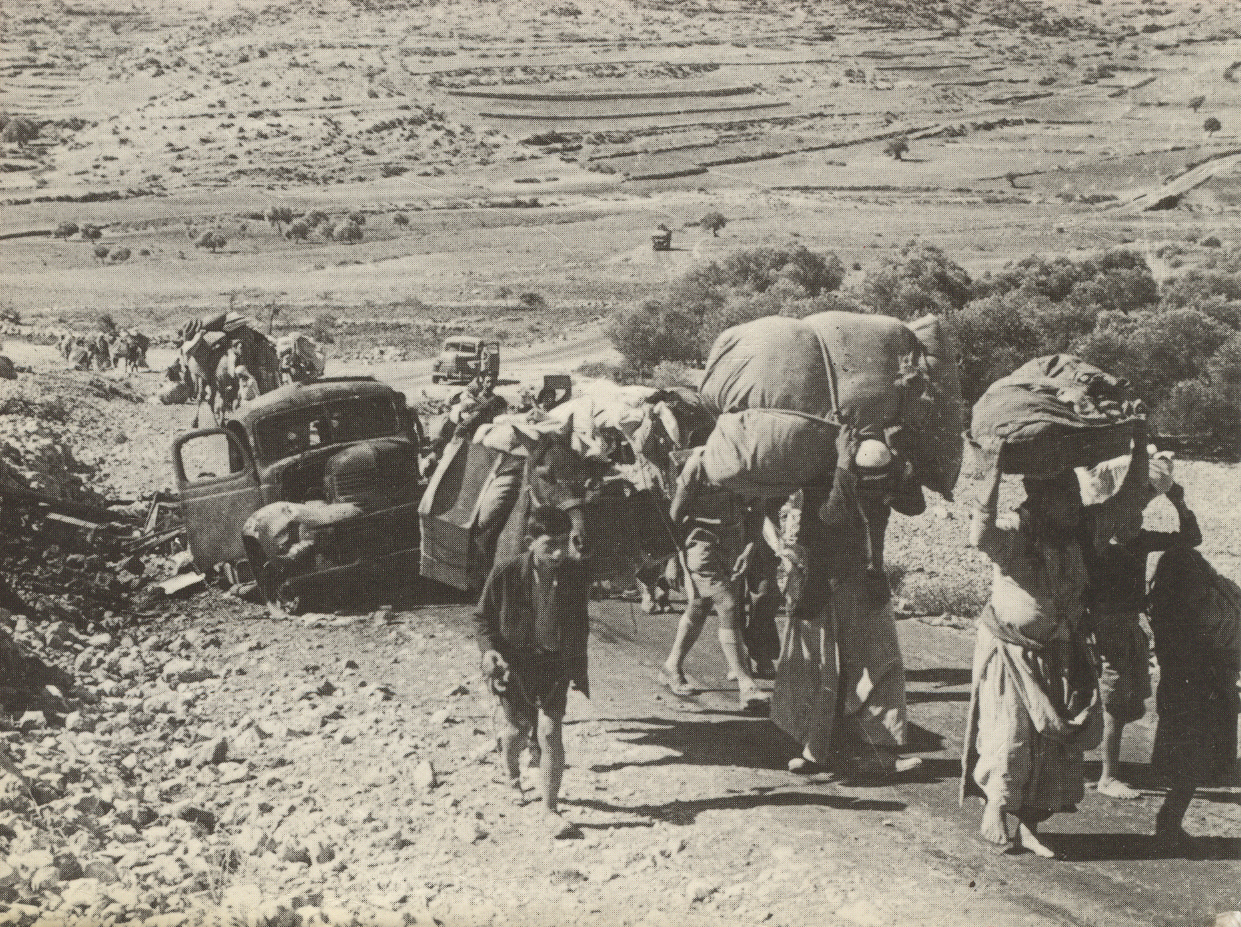
Arabští běženci prchají z Galileje do Libanonu

Fauzí al-Kaukdží měl na podzim 1948 na severu Galileje cca 3 – 4000 mužů rozdělených do tří brigád, zčásti podporovaných libanonskými dobrovolníky. 22. října al-Kaukdží zahájil překvapivý útok v prostoru vesnice Manara v Horách Naftali nad Chulským údolím. Arabům se podařilo dobýt lokalitu Šejch Abed (hora Har Šina'an) a vesnice Manara byla dočasně obklíčena. Izraelský protiútok (nazývaný též operace Ja'el) nebyl úspěšný. Krátce nato, v noci z 28. na 29. října, Izraelci spustili operaci Chiram. Velel jí Moše Karmel. Byla naplánovana jako obkličovací manévr, kdy měla proti sobě vyrazit dvě ramena, která by se spojila poblíž arabské vesnice Sa'sa' u libanonských hranic (dnes poblíž stojí židovská vesnice Sasa) a tím izolovala celou zbylou arabskou enklávu. 7. obrněná brigáda měla vyrazit ve směru Safed-Sa'sa' a brigáda Oded ve směru Taršicha-Sa'sa'. Doplňující útok se předpokládal v prostoru arabské vesnice Ajlabun. Na severu měla brigáda Karmeli odlákat pozornost syrských vojsk.
7. brigádě velel Ben Dunkelman a sestávala ze dvou obrněných praporů, dvou pěších praporů a útvaru tvořeného Čerkesy. Večer 28. října se dostala do těžkého boje poblíž hory Har Meron u Safedu. Nakonec se ovšem Arabové stáhli a přišli o 80 svých mužů. Izraelci pak obsadili arabskou obec Džiš. Izraelcům se podařilo neutralizovat pokus Syřanů o intervenci do konfliktu. Syrská armáda přišla o 200 mužů. 7. brigáda pak dosáhla vesnici Sa'sa'. Izraelský průnik ze západu prováděný Brigádou Oded byl méně úspěšný, nepodařilo se mu dobýt vesnici Taršicha (dnes součást města Ma'alot-Taršicha). Izraelské vojsko podporovali i Drúzové, kteří v tomto regionu žijí. Taršicha padla až 30. října a následoval postup do Sa'sa'. Mezitím brigáda Golani vyrazila k severu od Ajlabunu a 31. října dosáhla severu země. Arabská osvobozenecká armáda tím přestala fakticky existovat. Následoval rychlý izraelský přesun k východu do prostoru arabské vesnice al-Malkija (dnes poblíž stojí židovská vesnice Malkija) a uvolnění obléhání židovské osady Manara. Brigáda Karmeli pak překročila mezinárodní hranici do Libanonu a bez větších problémů obsadila část jeho území až k řece Lítání. Večer 31. října operace Chiram skončila.
Význam operace byl v kompletním obsazení Galileje. Válka na severu Izraele tím fakticky skončila. Okupace části Libanonu pak byla použita jako výjednávací karta při jednání o příměří. Záborem hornaté části Galileje se pod izraelskou suverenitu dostala další početná arabská populace, která ve velké části nebyla vysídlena ani neuprchla, nýbrž zůstala ve svých vesnicích a městech. Dnešní izraelští Arabové jsou v tomto regionu silně soustředěni.